# Katja Burkard

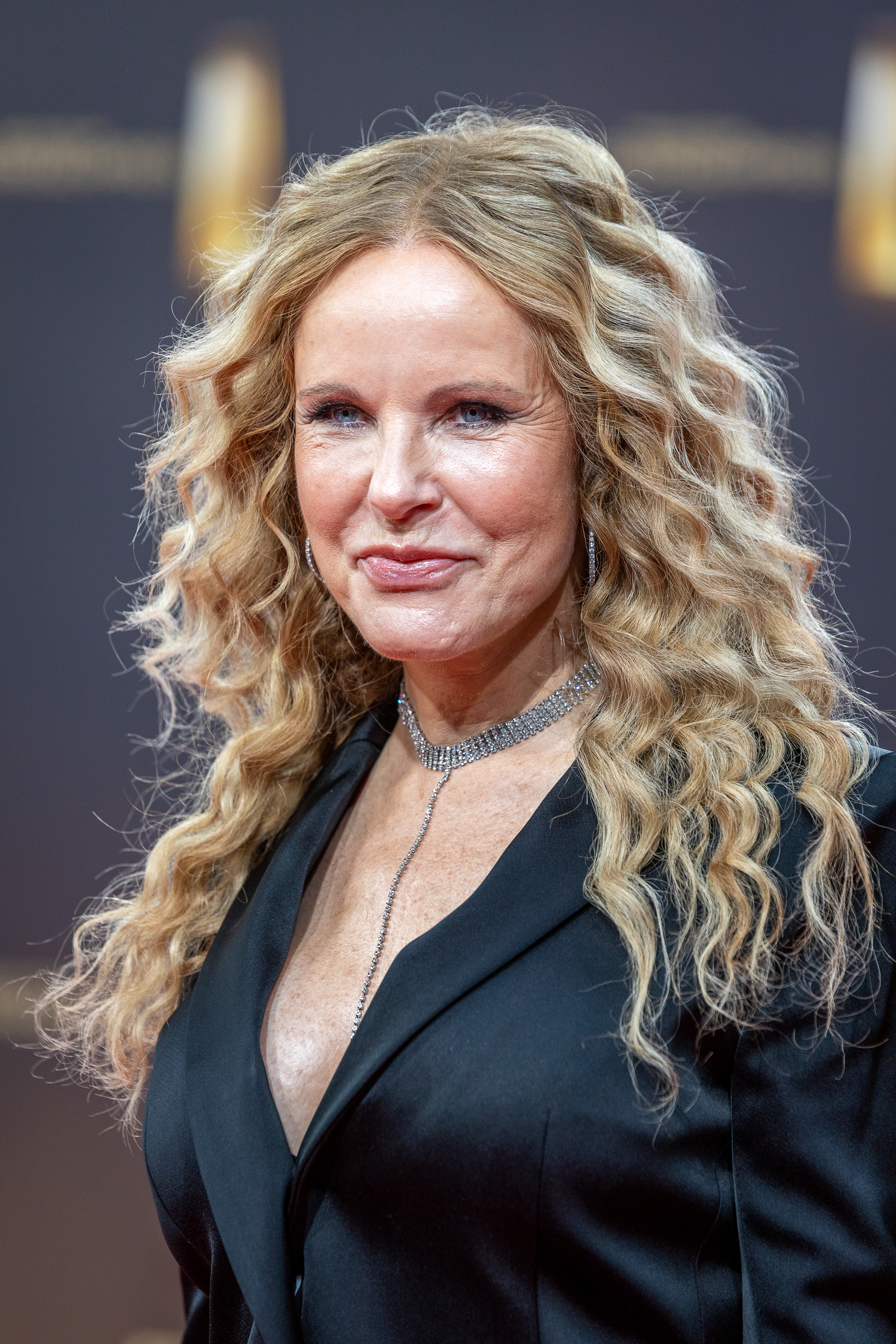
Katja Burkard beim Deutschen Fernsehpreis 2023

Katja Katharina Burkard (* 21. April 1965 in Bad Marienberg (Westerwald)) ist eine deutsche Fernsehmoderatorin.

## Berufsleben
Katja Burkard studierte nach dem Abitur am Konrad-Adenauer-Gymnasium Westerburg Germanistik und Politikwissenschaft in Mainz und Köln. Nach einem Volontariat beim Bastei-Verlag arbeitete sie als Redakteurin bei Goldene Gesundheit, teuto-Tele und als Reporterin für die RTL-News-Redaktionen in Köln (von Punkt 6 bis RTL Nachtjournal).
Ab Herbst 1995 moderierte sie im Wechsel die Wochenendausgaben von RTL aktuell. Seit dem 14. April 1997 ist sie Hauptmoderatorin von Punkt 12.
2000 hatte sie an der Seite von Mark Keller in I Love You, Baby einen Kurzauftritt als Nachrichtensprecherin. Einen weiteren Kurzauftritt hatte sie als Nachrichtenfrau in Auf Herz und Nieren an der Seite von Steffen Wink.
2006 war sie Protagonistin der Doku-Soap Katjas härteste Jobs auf RTL. Im August 2009 moderierte sie Mein erstes Leben – Mich hat es schon einmal gegeben. Die Reihe wurde im August 2010 mit drei weiteren Ausgaben fortgesetzt und führte jeweils zwei Kandidaten in frühere Leben zurück. 2011 war Burkard in der Serie Doctor’s Diary zu sehen. Dort verkörperte sie sich selbst. Von März bis Mai 2015 war sie Kandidatin der RTL-Show Let’s Dance. Innerhalb von Punkt 12 berichtete sie ab 2019 in unregelmäßigen Abständen über alternative Heilmethoden in einem eigenen Reportage-Format Wenn die Schulmedizin nicht mehr weiter weiß.
2013 und 2014 veröffentlichte Burkard zwei Bilderbücher für Kinder.
(Sie ist Schirmherrin für mehrere Organisationen, die sich vor allem für Kinderrechte einsetzen.) 2019 und 2025 folgten Ratgeber für Frauen.
Im November 2021 nahm Burkard an der von ProSieben ausgestrahlten Show Schlag den Star teil und gewann gegen Olivia Jones. Im Herbst 2022 nahm sie als „Brokkoli“ an der siebten Staffel von The Masked Singer teil und schied als Erste von neun Teilnehmern aus.

## Privates
Die Gastronomentochter wuchs mit ihrer neun Jahre älteren Schwester in Höhn-Neuhochstein auf. Sie ist seit 1998 die Lebensgefährtin des ehemaligen RTL-Chefredakteurs Hans Mahr. Sie haben zwei gemeinsame Töchter (* 2001 und * 2007). Die Familie lebt in Köln.
Bekannt ist sie auch durch ihr Lispel-S. In einem Zeitungsinterview von 2007 gab sie an, dass sie ihr Sprachfehler nicht störe.

## Fernsehauftritte

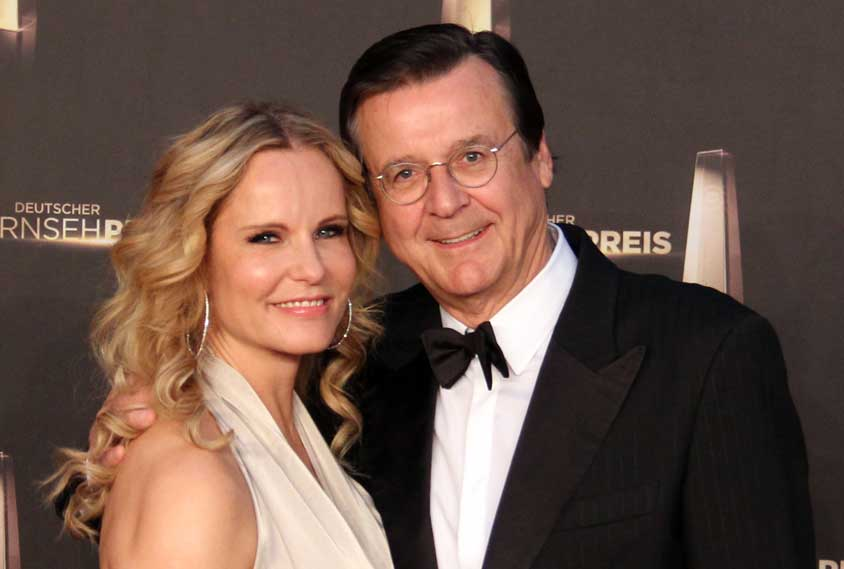
Katja Burkard mit Lebensgefährte Hans Mahr beim Deutschen Fernsehpreis 2012

### Moderationen
- 1995–1996: RTL aktuell (RTL)
- seit 1996: Punkt 12 (RTL)
- 2000: Life! - Die Lust zu leben (Vertretung für Birgit Schrowange)
- 2001: Erzähl doch mal. Kinder fragen – Prominente antworten[11]
- 2002: Der Sonntags-Talk zur Formel 1
- 2003–2004: Life! - Die Lust zu leben
- 2006: Katjas härteste Jobs (RTL)
- 2010: Mein erstes Leben – Mich hat es schon einmal gegeben (RTL)
- 2012: Anti-Aging - Die Formel für die ewige Jugend (Die große VOX-Reportage)
- 2025: Punkt 6, Punkt 7, Punkt 8 (RTL)

### Gastauftritte
- 2000: I Love You, Baby (Kinofilm) (Gastrolle)
- 2007, 2008: Die ultimative Chart Show (RTL) (Gast in 2 Folgen)[12]
- 2011: Doctor’s Diary (RTL) (Gastrolle)
- 2013: Es kann nur E1NEN geben (RTL) (Gast)
- 2013: Lafer! Lichter! Lecker! (ZDF) (Gast)
- 2015: Let’s Dance (RTL) (Kandidatin)
- seit 2016: Mario Barth deckt auf! (RTL) (Reporterin)
- 2016: Promi Shopping Queen (VOX) (Kandidatin)
- 2017: Gute Zeiten, schlechte Zeiten (RTL) (Gastrolle)[13]
- 2016: Paarduell (NDR) (Kandidatin mit Lebensgefährte Hans Mahr)
- 2017: Grill den Henssler (VOX) (Kandidatin)
- 2019: Kölner Treff (WDR) (Gast)
- 2019: NDR Talkshow (NDR) (Gast)
- 2020: 5 gegen Jauch (RTL) (Gast)
- 2021: Wer weiß denn sowas? (ARD) (Gast)
- 2021: Schlag den Star (ProSieben) (Kandidatin)
- 2022: The Masked Singer (ProSieben) (Kandidatin)
- 2024: TV total (ProSieben) (Gast/Moderatorin)
- 2024: Schlag den Besten (RTL) (Kandidatin)
- 2025: TV total – Aber mit Gast (ProSieben) (Gast)
- 2025: Ich bin ein Star – Die Stunde danach (RTL) (Gast, Folge 14)

## Bücher
- Rundherum und hin und her – Zähneputzen ist nicht schwer. arsEdition, München 2013, ISBN 978-3-7607-8490-8.
- Prinz Grünigitt. arsEdition, München 2014, ISBN 978-3-7607-9941-4.
- Wechseljahre? Keine Panik! Blanvalet, München 2019, ISBN 978-3-7645-0713-8.
- 60 ist das neue 60 – Und warum es überhaupt nicht wehtut. Blanvalet, München 2025, ISBN 978-3-7645-0890-6.